# سردار کسیمال
سردار کیریمال (انگلیسی: Serdar Kesimal؛ زادهٔ ۲۴ ژانویهٔ ۱۹۸۹) بازیکن فوتبال اهل ترکیه است.
از باشگاه‌هایی که در آن بازی کرده‌است می‌توان به باشگاه فوتبال کلن، باشگاه فوتبال فنرباغچه، و باشگاه فوتبال قیصریه‌اسپور اشاره کرد.
وی همچنین در تیم‌های ملی فوتبال زیر ۲۰ سال ترکیه، زیر ۲۱ سال ترکیه، و ترکیه بازی کرده‌است.